# Олейников, Илья Львович
Илья́ Льво́вич Оле́йников (настоящая фамилия Кля́вер; 10 июля 1947, Кишинёв, Молдавская ССР, СССР — 11 ноября 2012, Санкт-Петербург, Россия) — советский и российский актёр кино, телевидения и эстрады, пародист, телеведущий, певец, композитор; народный артист Российской Федерации (2001). Лауреат премии «ТЭФИ» (1996).
Наиболее известен благодаря телепередаче «Городок», в которой снимался совместно с Юрием Стояновым с 1993 по 2012 год. Работа над проектом завершилась в связи со смертью Олейникова.

## Биография

### Происхождение
Родился 10 июля 1947 года в Кишинёве в еврейской семье. Отец, Лейб Нафтулович (Лев Анатольевич) Клявер (13 сентября 1908, Кишинёв — 1992, Израиль), был шорником; мать, Хая (Клара) Борисовна Клявер (при рождении Пресель; 4 апреля 1910 — 29 декабря 1988, Кишинёв), — домохозяйка. В семье было двое детей; старшая сестра Ильи Евгения Львовна живёт в Израиле. Семья жила бедно, на Магале (ремесленный район города) в маленьком домике из двух комнаток и кухоньки, в котором, кроме семьи Ильи, жил дядя Аркадий (брат отца) с семьёй, а также дедушка с бабушкой со стороны отца. Илья учился в вечерней школе с будущим композитором Яном Райбургом, с которым позже работал в «Фортине».

### Карьера
В 1965—1969 годах учился в Московском государственном училище циркового и эстрадного искусства (ГУЦЭИ), до поступления в которое недолго работал в кишинёвском народном театре (где не сыграл ни одной роли), а после — в кукольном театре Кишинёва учеником кукловода, сыграв нескольких персонажей. Творческую деятельность как артист эстрады начал в ансамбле «Фортина» (под управлением Олега Мильштейна) при кишинёвском городском Доме молодёжи.
В 1969—1971 годах проходил срочную службу в Московской области, где около года провёл в военном ансамбле Кантемировской танковой дивизии, о чём в его военном билете осталась запись «ефрейторконфенрансье» (без пробела или тире). В своей автобиографической книге «Жизнь как песТня, или Всё через Жё» (2007) Илья Олейников рассказал, что после демобилизации из армии он начинал свою творческую карьеру в кишинёвском эстрадном ансамбле «Зымбет» (в переводе с молдавского — «улыбка»). Работал артистом в Москонцерте, с 1974 по 1990 год — в Ленконцерте, в качестве артиста разговорного жанра, где исполнял монологи и скетчи известных советских эстрадных драматургов Семёна Альтова, Михаила Мишина, Марьяна Беленького и др. Фактически Илья Олейников был соавтором многих текстов, переделывал их и добавлял свои репризы. В этот период побывал в нескольких загранпоездках, в частности — в Афганистане (где от товарищей-артистов получил шуточное прозвище «герой Афганистана»), в Венгрии. Уже в 1990-е годы, во время съёмок «заграничного» выпуска передачи «Городок», вместе с Юрием Стояновым побывал в Израиле.
Работал в дуэте «Казаков и Олейников» (первоначально «Клявер и Бронштейн») с артистом Романом Казаковым, который был не только его сценическим партнёром, но и лучшим другом. Взял сценический псевдоним «Олейников» (девичья фамилия жены Ирины) после того, как дуэт начал сотрудничать с Владимиром Винокуром (в частности, в эстрадно-пародийной программе «Нет ли лишнего билетика»), по совету последнего.
В 1977 году вместе со своим партнёром по сцене Романом Казаковым стал лауреатом Всесоюзного конкурса артистов эстрады. Коронной фразой были слова, произносимые персонажем Романа Казакова — «Вопрос, конечно, интересный!». 
После смерти Казакова в 1986 году выступал с Сергеем Стремлянским, Алексеевым, а с 1990 года — с дуэтом Н. И. Дуксина и В. Н. Агафонникова (программа «Смех и шок»).
С 1968 года снимался в кино. Кинокарьера Ильи Олейникова началась с маленькой роли в фильме «Трембита», на съёмки которого его во время студенческих каникул взял с собой Евгений Весник (ведущий их курса в ГУЦЭИ), сам исполнивший в этом фильме одну из главных ролей. В фильме, кроме Евгения Весника, снимались такие известные артисты, как Ольга Аросева и Иван Переверзев. Как рассказывал сам Илья Олейников в книге «Жизнь как песТня, или Всё через Жё» — в фильме он произнёс только одну фразу: «И за́мок подорвать?!» По его словам, со временем он даже забыл, к чему тогда её сказал, поскольку, как он писал, «сценария не читал, а фильма не видел».

### «Городок»

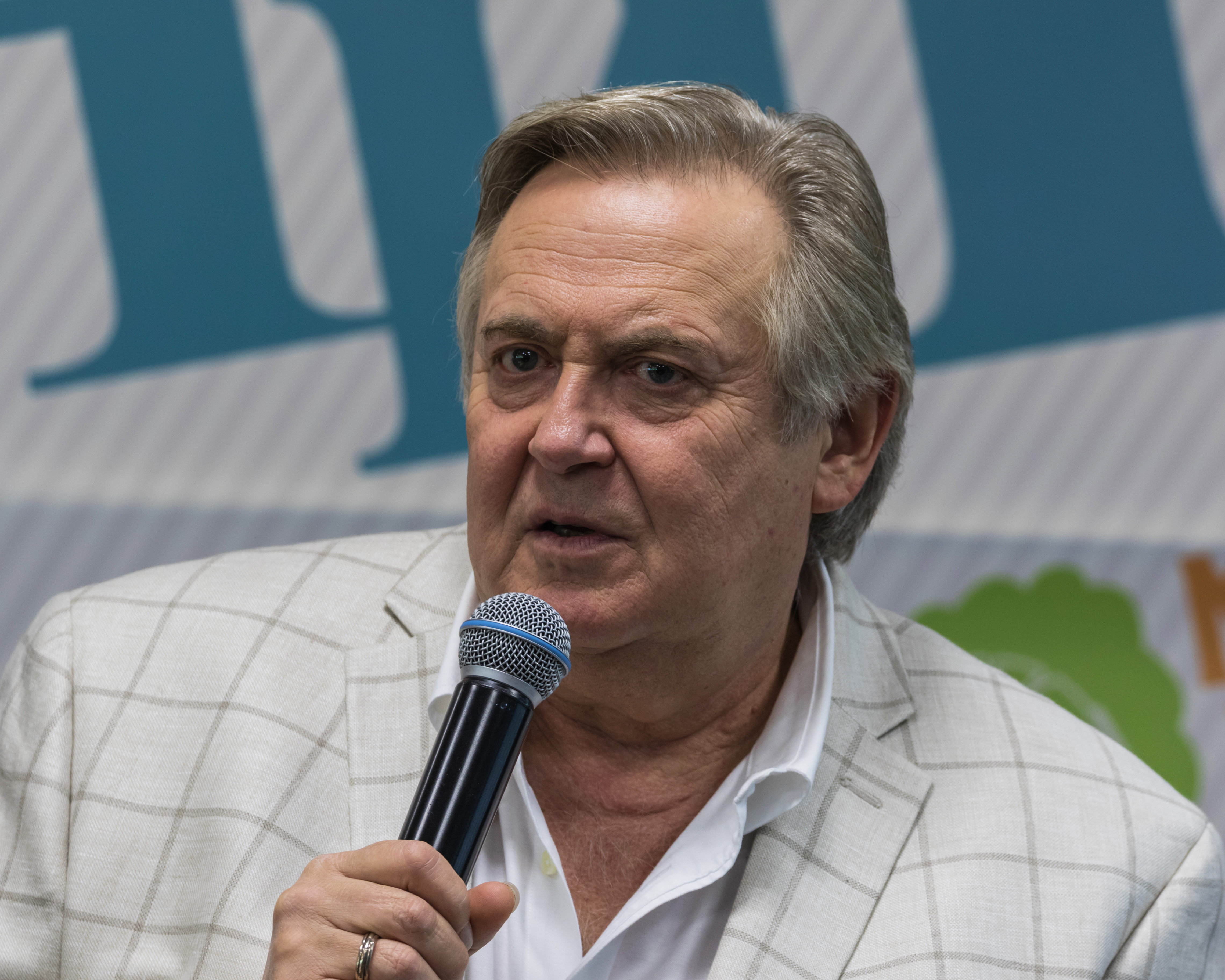
Юрий Стоянов

Олейников работал на телевидении в жанре юмора, скетча и пародии. В 1986 году он с напарниками Романом Казаковым, а затем Владимиром Границыным вёл программу «Утренняя почта», где, в частности, пародировали телепередачи «Футбольное обозрение» и «До и после полуночи» («До и после завтрака»). Работа в рамках популярной программы стала предтечей будущей карьеры на телевидении.
В 1990 году он продолжил работу в жанре скетча уже вместе с Юрием Стояновым, создав рубрику анекдотов в «Адамовом яблоке», а затем в 1992 году предприняли первую попытку самостоятельного шоу «Кергуду», которое не состоялось. И только в 1993 году Илья Олейников вместе с Юрием Стояновым создал программу «Городок», в которой участвовал вплоть до смерти. Вот как Илья Олейников рассказал в книге «Жизнь как песТня, или Всё через Жё» о дне, который, как потом оказалось, сподвиг их с Юрием Стояновым на создание своей юмористической передачи, получившей название «Городок» (произошло это во время совместных съёмок фильма «Анекдоты» летом 1989 года):

…В один прекрасный день, находясь в ожидании неожиданного прихода обещанной режиссёром дури, я притащил сумку. В сумке не было книг. Отнюдь. Там была водка. В это же время из-за кустов величаво выплыл Стоянов с точно такой же сумкой. Доносившееся из её недр мелодичное позвякивание приятно будоражило воображение.
— Юра, — сказал я, — зачем эти подарки? Сегодня мой день рождения, а следовательно, пою тебя я.
— Как? — изумился Стоянов. — И у меня сегодня день рождения. Я потому столько водки и взял.
Теперь мы оба изумились. Не сговариваясь, мы вытащили паспорта. Я отдал ему свой, а он мне — свой. Каждый из нас долго и критически изучал паспорт товарища. Сомнений не было. Мы родились в один день и один месяц. Правда, с разницей в десять лет. Но это уже было несущественно.

После смерти Олейникова передача «Городок» была закрыта.

### Болезнь и смерть
В 2012 году у Ильи Олейникова был обнаружен рак лёгкого, актёр прошёл курс химиотерапии. Из-за этого он лишился волос на голове и усов. В июне у Олейникова пропал голос, в отснятых после этого момента выпусках «Городка» его озвучивал актёр Геннадий Богачёв. В конце октября актёр был госпитализирован со съёмочной площадки в клиническую больницу № 122 им. Л. Г. Соколова с диагнозом воспаление лёгких. Спустя некоторое время был введён в состояние искусственного сна, чтобы организм справлялся с септическим шоком, возникшим после химиотерапии, и подключён к аппарату искусственной вентиляции лёгких. Ситуацию осложняли серьёзные проблемы с сердцем, а также то, что актёр много курил.
Скончался 11 ноября 2012 года в Санкт-Петербурге в возрасте 65 лет в клинической больнице № 122 им. Л. Г. Соколова, не приходя в сознание. Прощание с актёром прошло 14 ноября 2012 года в Театре эстрады в Санкт-Петербурге. Похоронен на Казанском кладбище города Пушкина.

## Личная жизнь
У Ильи было два фиктивных брака на москвичках ради прописки, когда жёны требовали, чтобы браки стали официальными — он разводился.
- Жена — Ирина Викторовна Клявер (в дев. Олейникова, род. 17 февраля 1950)[27], дочь военнослужащего, подполковника[28] Виктора Тимофеевича Олейникова и внучка врага народа[29], певица-любитель[30][31], окончила Ленинградский химико-технологический институт и работала в НИИ химической промышленности[32], кандидат химических наук. Она познакомилась с Ильёй в Славянске, где Ирина была в долгой командировке, запускала цех кормовых фосфатов. Ходила в местный Дом культуры, 31 января 1974 года[19] приехал молдавский ВИА «Зымбет», она сидела в первом ряду. Ведущим концерта был Илья Клявер. Её попросила остаться девушка-гримёр после концерта, так как с ней хочет познакомиться молодой человек. После концерта они обменялись адресами, и Илья стал много ей писать, пригласил в Донецк на концерт, она приехала, после концерта пошли в гостиницу, потом пригласил её в Симферополь. Позже Илья приехал в Ленинград свататься, затем Ирина поехала в Кишинёв и познакомилась с родителями будущего мужа. Впоследствии состоялась их свадьба в Пушкине[29][33][26].
  - Сын — Денис Клявер[2] (род. 1975), певец, вокалист группы «Чай вдвоём»[2].
    - Внуки — Тимофей (род. 2001), Эвелина (род. 2005), Даниэль (род. 2013).

## Творчество

### Фильмография
| Год       |    | Название                                    | Роль                                                                 |
| --------- | -- | ------------------------------------------- | -------------------------------------------------------------------- |
| 1968      | ф  | «Солдат и царица»                           | эпизод                                                               |
| 1968      | ф  | «Трембита»                                  | Михась, житель карпатского села                                      |
| 1988      | ф  | «Приморский бульвар»                        | больной с переломом шеи                                              |
| 1990      | ф  | «Анекдоты»                                  | Максим Горький                                                       |
| 1991      | ф  | «Влюблённый манекен»                        | Александр Петров                                                     |
| 1991      | ф  | «Жажда страсти»                             | '                                                                    |
| 1995      | ф  | «Волшебный фонарь 2»                        | киномеханик                                                          |
| 1996      | ф  | «Карнавальная ночь 2»                       | Баклажанский                                                         |
| 1999      | ф  | «Тонкая штучка»                             | Владимир Викторович Матвеев, «Мотя», глава местной ОПГ, вор в законе |
| 2000      | ф  | «Алхимики»                                  | лакей Фейс                                                           |
| 2000      | ф  | «Мифы. Подвиги Геракла»                     | '                                                                    |
| 2003      | ф  | «Колхоз Интертейнмент»                      | сценарист-драматург Артур Карлович Лошадкин                          |
| 2004      | ф  | «С ног на голову»                           | Павел Александрович Вершинин                                         |
| 2004      | ф  | «Богатыри Online»                           | председатель жюри                                                    |
| 2005      | тф | «Двенадцать стульев»                        | Киса Воробьянинов                                                    |
| 2005      | тф | «Тайский вояж Степаныча»                    | Тимофей Степаныч Окопов. Автор сценария и композитор фильма.         |
| 2005      | с  | «Мастер и Маргарита»                        | Григорий Данилович Римский, финдиректор Варьете                      |
| 2006      | тф | «Испанский вояж Степаныча»                  | Тимофей Степаныч Окопов. Композитор фильма                           |
| 2006      | ф  | «Перстень наследника династии»              | Генрих Людвигович Плейшнер                                           |
| 2006      | с  | «Жизнь и смерть Лёньки Пантелеева»          | Сипатыч «Харон», конвоир                                             |
| 2006—2007 | с  | «Трое сверху»                               | Семён Кузьмич, хозяин квартиры                                       |
| 2007      | ф  | «Королевство кривых зеркал»                 | режиссёр                                                             |
| 2007      | ф  | «Закон зайца»                               | Генрих Людвигович Плейшнер                                           |
| 2007      | ф  | «Ералаш» выпуск № 215 (Про маленького Васю) | вор-домушник                                                         |
| 2010      | ф  | «А мама лучше!»                             | камео                                                                |
| 2008      | ф  | «Гитлер капут!»                             | подпольщик / Сталин                                                  |
| 2010      | ф  | «Союз нерушимый»                            | Изя                                                                  |
| 2010      | ф  | «Демон и Ада»                               | демон Велиал                                                         |
| 2010      | ф  | «Старики»                                   | Изя                                                                  |
| 2011      | ф  | «Ласточкино гнездо»                         | камео                                                                |
| 2011—2012 | с  | «Молодожёны»                                | Андрей Петрович Вичурин                                              |
| 2011      | тф | «Мексиканский вояж Степаныча»               | Тимофей Степаныч Окопов                                              |
| 2012      | ф  | «Ржевский против Наполеона»                 | Демьян                                                               |
| 2012      | ф  | «Искатели приключений»                      | гаишник                                                              |

### Дубляж
- 2011 — Мой парень из зоопарка — медведь Брюс[34]

### Телевидение
- 1986 — Утренняя почта — ведущий, актёр
- 1988 — Новогоднее представление (ЦТ СССР) — ведущий, актёр
- 1990—1993 — Адамово яблоко (Ленинградское телевидение/Санкт-петербургское телевидение/РТР) — актёр
- 1992 — «Кергуду!» (1-й канал Останкино)
- 1992 или 1993 — «Оба-на. Угол-шоу» (1-й канал Останкино)[35]
- 1993—2012 — Городок (РТР/Россия/Россия-1) — ведущий, актёр
- 2004 — Голубой огонёк (Россия) — ведущий, актёр[36]

### Клипы
- 2018 — Денис Клявер — Когда ты станешь большим (использованы архивные кадры)

### Музыкальная карьера
- «Мой шансон» (2004 год), видеоверсия альбома (2006 год)
- В 2007 году написал и поставил мюзикл «Пророк».

| 2010 — Клявер Ирина, Олейников Илья — Шансон на двоих |
| --- |
| 1. Вступление — А Фрумин. 2. Я и осень. 3. Карнавал. 4. Метель. 5. Мой карнавал. 6. Душа. 7. Жизнь моя. 8. Прощание. 9. Вера. 10. Ностальгия. 11. Не дам Вам уйти. 12. Не первая любовь. 13. Зеркало. 14. Артист. 15. Музыка. |

### Театр
С 2009 года играл роль инспектора Бакстера в спектакле Театра Сатиры «Идеальное убийство» в дуэте с Ольгой Александровной Аросевой в постановке Андрея Житинкина.

## Награды и звания
- Орден Почёта (12 июля 2012 года) — за большие заслуги в развитии отечественного телерадиовещания, культуры, печати и многолетнюю плодотворную работу[39]
- Народный артист Российской Федерации (26 апреля 2001 года) — за большие заслуги в области искусства[1]
- Лауреат премии ТЭФИ в номинации «Лучший ведущий развлекательной программы» (1996).

## Память
- В память об Илье Олейникове Юрий Стоянов снял фильм «Нам его не хватает», в котором описаны эпизоды жизни и творчества Ильи Олейникова — от его более близкого начала партнёрства с Юрием Стояновым в 1989 году и до самой смерти в 2012 году. В фильме принимали участие жена и сын актёра — Ирина Клявер и Денис Клявер, рассказавшие о многих эпизодах жизни Ильи Олейникова. В эфир фильм вышел 18 апреля 2014 года на телеканале Россия-1[40].
- В городе Пушкин на могиле Ильи Олейникова в 2013 году был сооружён гранитный монумент работы петербургского скульптора Алексея Архипова[41]: сидящий на кубическом основании актёр в окружении четырёх греческих колонн[25].
- 6 ноября 2024 года в «Галерее звёзд» на Останкинской телебашне был открыт памятный знак Илье Олейникову[42].